# Argyractis flavivittalis
Argyractis flavivittalis là một loài bướm đêm trong họ Crambidae.